# Luis Francisco Ladaria Ferrer
Luis Francisco Ladaria Ferrer S.J. (Manacor, 19. travnja 1944.) španjolski je isusovac, teolog i kardinal Katoličke Crkve. Nakon tridesetogodišnje karijere poučavanja teologije, pridružio se Rimskoj kuriji 2004. godine kao glavni tajnik Međunarodne teološke komisije. Nadbiskupom je imenovan kada je 2008. imenovan tajnikom Dikasterija za nauk vjere i služio je kao prefekt od 2017. do 2023. godine. U naslov kardinala uzdignut je 2018. godine.
U eseju objavljenom u L'Osservatore Romano 29. svibnja 2018., Ladaria je napisao da oni koji ističu mogućnost ređenja svećenica "stvaraju ozbiljnu zbrku među vjernicima".
Dana 1. srpnja 2023. papa Franjo imenovao je nadbiskupa Víctora Manuela Fernándeza Ladarijinim nasljednikom na mjestu prefekta.